# Paul Silas
Pour les articles homonymes, voir Silas.
Paul Silas, né le 12 juillet 1943 à Prescott dans l'Arizona et mort le 10 décembre 2022 à Denver (Caroline du Nord), est un joueur et entraîneur américain de basket-ball.
En NBA, Silas compile plus de 10 000 points et 10 000 rebonds en 16 années de carrière, participant à deux NBA All-Star Games et remportant trois titres de champion, deux avec les Celtics de Boston en 1974 et 1976 et un avec les SuperSonics de Seattle en 1979. Il est nommé dans la All-NBA Defensive First Team à deux reprises et trois fois dans la All-NBA Defensive Second Team.

## Biographie

### Carrière universitaire
Paul Silas intègre l'université Creighton, où il détient le record NCAA du plus grand nombre de rebonds captés en trois saisons avec une moyenne de 20,6 rebonds par match en 1963.

### Carrière professionnelle

#### Hawks d'Atlanta (1964-1969)
Le 4 mai 1964, il est sélectionné au 3e rang du 2e tour de la draft 1964 par les Hawks de Saint-Louis.

#### Suns de Phoenix (1969-1972)
Le 8 mai 1969, il est transféré aux Suns de Phoenix contre Gary Gregor.

#### Celtics de Boston (1972-1976)
Le 14 mars 1972, les Celtics de Boston échangent les droits de Charlie Scott pour recruter Paul Silas alors aux Suns de Phoenix. Le vétéran Silas, qui a déjà 8 ans d'expérience dans le championnat, perd 15 kilogrammes de surplus avant d'arriver à Boston.
Grâce à l'apport de Silas qui sait bien garder la balle, les Celtics de Boston réalisent une excellente saison régulière lors de la saison 1972-1973 avec 68 victoires pour 14 défaites, le record de la franchise.
Pendant la saison 1973-1974, Paul Silas se voit désigner le rôle de sixième homme de l'équipe. À la fin de la saison, Paul Silas devient champion NBA avec les Celtics après une série en sept manches contre les Bucks de Milwaukee de Kareem Abdul-Jabbar.

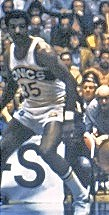
Paul Silas en 1978

Lors de la saison 1975-1976, Paul Silas est nommé dans l'équipe défensive de l'année avec Dave Cowens et John Havlicek. En finales NBA, les Celtics l'emportent en six matchs avec une ultime victoire 87 à 80. Lors de la cinquième rencontre historique gagnée en triple prolongations, Paul Silas est exclu pour six fautes et observe la victoire de son équipe depuis le banc.

#### Nuggets de Denver (1976-1977)
Le 20 octobre 1976, après ce deuxième titre obtenu avec les Celtics, Paul Silas est transféré dans un mouvement à trois qui emmène Sidney Wicks et Curtis Rowe à Boston et envoie Paul Silas aux Nuggets de Denver. Il part après le refus de Red Auerbach de lui offrir un contrat d'un million de dollars sur trois ans.

#### SuperSonics de Seattle (1977-1979)
Le 24 mars 1977, l'année suivante, il est transféré avec Marvin Webster et Willie Wise aux SuperSonics de Seattle, équipe avec laquelle il remporte son troisième titre en 1979.

### Carrière d'entraîneur
Juste après la fin de sa carrière de joueur, Paul Silas devient entraîneur des Clippers de San Diego. Il dirige l'équipe trois ans puis s'arrête quinze ans avant d'effectuer un retour à la tête des Hornets de Charlotte. Silas quitte les Hornets pour les Cavaliers en 2003. Il est entraîneur aux Cavaliers de Cleveland jusqu'au 21 mars 2005. Il travaille par la suite pour ESPN. Le 23 décembre 2010, Paul Silas devient l'entraineur des Bobcats de Charlotte à la suite de la démission de Larry Brown puis est prolongé le 16 février 2011.

## Statistiques en NBA
Légende :
| Champion NBA |

gras = ses meilleures performances

### Saison régulière
| Saison    | Équipe      | Matchs | Titul. | Min./m | % Tir | % 3pts | % LF | Rbds/m. | Pass/m. | Int/m. | Ctr/m. | Pts/m. |
| --------- | ----------- | ------ | ------ | ------ | ----- | ------ | ---- | ------- | ------- | ------ | ------ | ------ |
| 1964-1965 | Saint-Louis | 79     | -      | 15,7   | 37,3  | -      | 50,6 | 7,29    | 0,61    | -      | -      | 4,59   |
| 1965-1966 | Saint-Louis | 46     | -      | 12,7   | 40,5  | -      | 57,4 | 5,13    | 0,48    | -      | -      | 3,80   |
| 1966-1967 | Saint-Louis | 77     | -      | 20,4   | 42,9  | -      | 53,1 | 8,69    | 0,96    | -      | -      | 6,84   |
| 1967-1968 | Saint-Louis | 82     | -      | 32,3   | 45,8  | -      | 70,5 | 11,68   | 1,98    | -      | -      | 13,38  |
| 1968-1969 | Atlanta     | 79     | -      | 23,5   | 41,9  | -      | 61,3 | 9,43    | 1,77    | -      | -      | 8,68   |
| 1969-1970 | Phoenix     | 78     | -      | 36,4   | 46,4  | -      | 60,7 | 11,74   | 2,74    | -      | -      | 12,77  |
| 1970-1971 | Phoenix     | 81     | -      | 36,3   | 42,8  | -      | 68,5 | 12,53   | 3,05    | -      | -      | 11,86  |
| 1971-1972 | Phoenix     | 80     | -      | 38,5   | 47,0  | -      | 77,3 | 11,94   | 4,29    | -      | -      | 17,54  |
| 1972-1973 | Boston      | 80     | -      | 32,7   | 47,0  | -      | 70,0 | 12,99   | 3,14    | -      | -      | 13,32  |
| 1973-1974 | Boston      | 82     | -      | 31,7   | 44,0  | -      | 78,3 | 11,16   | 2,27    | 0,77   | 0,24   | 11,51  |
| 1974-1975 | Boston      | 82     | -      | 32,5   | 41,7  | -      | 70,9 | 12,50   | 2,73    | 0,73   | 0,27   | 10,59  |
| 1975-1976 | Boston      | 81     | -      | 32,9   | 42,6  | -      | 70,9 | 12,65   | 2,51    | 0,69   | 0,41   | 10,69  |
| 1976-1977 | Denver      | 81     | -      | 24,2   | 36,0  | -      | 66,7 | 7,48    | 1,63    | 0,72   | 0,28   | 7,19   |
| 1977-1978 | Seattle     | 82     | -      | 26,5   | 39,7  | -      | 58,6 | 8,12    | 1,77    | 0,79   | 0,20   | 5,82   |
| 1978-1979 | Seattle     | 82     | -      | 23,9   | 42,3  | -      | 59,8 | 7,01    | 1,40    | 0,38   | 0,23   | 5,56   |
| 1979-1980 | Seattle     | 82     | -      | 19,5   | 37,8  | 0,0    | 65,4 | 5,32    | 0,80    | 0,30   | 0,06   | 3,84   |
| Carrière  | Carrière    | 1254   | -      | 27,9   | 43,2  | 0,0    | 67,3 | 9,85    | 2,05    | 0,63   | 0,24   | 9,40   |

### Playoffs
| Saison   | Équipe      | Matchs | Titul. | Min./m | % Tir | % 3pts | % LF | Rbds/m. | Pass/m. | Int/m. | Ctr/m. | Pts/m. |
| -------- | ----------- | ------ | ------ | ------ | ----- | ------ | ---- | ------- | ------- | ------ | ------ | ------ |
| 1965     | Saint-Louis | 4      | -      | 10,5   | 40,0  | -      | 75,0 | 4,50    | 0,25    | -      | -      | 2,75   |
| 1966     | Saint-Louis | 7      | -      | 11,4   | 27,8  | -      | 72,7 | 4,86    | 0,29    | -      | -      | 2,57   |
| 1967     | Saint-Louis | 8      | -      | 15,3   | 25,0  | -      | 61,1 | 6,50    | 0,75    | -      | -      | 3,62   |
| 1968     | Saint-Louis | 6      | -      | 29,7   | 43,1  | -      | 71,1 | 9,50    | 3,50    | -      | -      | 11,83  |
| 1969     | Atlanta     | 11     | -      | 23,5   | 36,2  | -      | 51,4 | 8,36    | 1,91    | -      | -      | 5,55   |
| 1970     | Phoenix     | 7      | -      | 40,9   | 42,2  | -      | 65,6 | 15,86   | 4,29    | -      | -      | 16,14  |
| 1973     | Boston      | 13     | -      | 39,4   | 39,2  | -      | 62,0 | 15,08   | 3,00    | -      | -      | 9,62   |
| 1974     | Boston      | 18     | -      | 31,9   | 39,7  | -      | 83,0 | 10,61   | 2,61    | 0,72   | 0,50   | 8,00   |
| 1975     | Boston      | 11     | -      | 36,8   | 45,7  | -      | 64,0 | 11,82   | 3,64    | 1,09   | 0,18   | 9,09   |
| 1976     | Boston      | 18     | -      | 41,2   | 44,8  | -      | 81,2 | 13,67   | 2,33    | 1,33   | 0,33   | 10,78  |
| 1977     | Denver      | 6      | -      | 23,5   | 42,4  | -      | 54,2 | 6,67    | 2,67    | 0,33   | 0,67   | 6,83   |
| 1978     | Seattle     | 22     | -      | 27,5   | 35,1  | -      | 68,3 | 8,50    | 1,64    | 0,55   | 0,27   | 4,86   |
| 1979     | Seattle     | 17     | -      | 24,6   | 38,9  | -      | 67,4 | 5,76    | 1,12    | 0,53   | 0,29   | 4,29   |
| 1980     | Seattle     | 15     | -      | 17,1   | 30,2  | 0,0    | 84,6 | 5,00    | 1,00    | 0,60   | 0,13   | 2,47   |
| Carrière | Carrière    | 163    | -      | 28,3   | 39,7  | 0,0    | 69,2 | 9,37    | 2,06    | 0,76   | 0,32   | 6,90   |

## Pour approfondir
- Liste des joueurs en NBA ayant joué plus de 1 000 matchs en carrière.
- Liste des meilleurs rebondeurs en NBA en carrière.
- Liste des meilleurs rebondeurs en NBA en playoffs.